# Перхромат натрия
Перхромат натрия — неорганическое соединение,
соль натрия и надхромовой кислоты с формулой Na3CrO8,
оранжевые кристаллы,
растворяется в воде,
образует кристаллогидраты.

## Получение
- Растворение хромата натрия в охлаждённом щелочном растворе перекиси водорода:

{\displaystyle {\mathsf {2Na_{2}CrO_{4}+7H_{2}O_{2}+2NaOH\ {\xrightarrow {0^{o}C}}\ 2Na_{3}CrO_{8}+8H_{2}O}}}

## Физические свойства
Перхромат натрия образует оранжевые кристаллы
ромбической сингонии,
пространственная группа C mc2.
Растворяется в воде,
не растворяется в этаноле и эфире.
Образует кристаллогидраты состава Na3CrO8•14H2O.